# Miron Scorobete
Miron Scorobete (n. 1 mai 1933, Răchitova, Hunedoara, România – d. 12 februarie 2023, Cluj-Napoca, România) a fost un poet, prozator, membru al Uniunii Scriitorilor din România, membru în Consiliul Eparhial și în Adunarea Eparhială ale Arhiepiscopiei Ortodoxe a Vadului, Feleacului și Clujului, vicepreședinte al organizației Frăția Ortodoxă. Cetățean de Onoare al municipiului Cluj-Napoca.

## Biografie
Miron Scorobete, fiu de țărani, s-a născut la 1 mai 1933 în comuna Răchitova, județul Hunedoara. A făcut școala în satul Poieni, la Petroșani, Călan, și școala normală din Deva. A absolvit Liceul Pedagogic din Deva, iar în 1957 Facultatea de Filologie a Universității „Babeș-Bolyai” din Cluj-Napoca, unde s-a și stabilit. Debutează în literatură la revista „Steaua”, iar editorial cu placheta de versuri Manuscris în colecția Luceafărul”. A fost redactor la revista "Tribuna" (1957-1970), redactor și director adjunct al Studioului de Radioteleviziune Cluj (1970-1983), redactor la Editura Tineretului, redactor-șef la "Renașterea Română" (1994-1995) și redactor-șef adjunct la "Cetatea culturală". A colaborat la majoritatea revistelor literare din țară, între care: Tribuna, Steaua, România literară, Luceafărul, Scrisul bănățean, Renașterea, Gândirea, Cetatea culturală, Ateneu, Literatorul, Argeș, Steaua Dobrogei. Arhivat în 17 iunie 2015, la Wayback Machine.
Menționat în ediția jubiliară a Bibliei 2001 (versiunea Bartolomeu Valeriu Anania) pentru contribuția avută la realizarea acestei monumentale lucrări.
A fost distins cu ordine și medalii, între care: Steaua Republicii, Meritul cultural,  A XXV-a Aniversare a Eliberării de sub jugul fascist, Centenar Lucian Blaga
A debutat cu poemul „Străbunii” în  Almanahul literar, numărul 50, ianuarie 1954, sub patronajul poetului A. E. Baconski.
Volume publicate:
Manuscris, versuri, Colecția “Luceafărul”,  Editura pentru literatură, 1961
Fântâni, versuri, Editura tineretului, 1966
Drumul Gomorei, proză parabolică, Editura tineretului, 1966
Comoara din Peștera scheletelor (aventuri pentru copii), Editura tineretului 1969
Ultima vânătoare de toamnă (versuri), Editura pentru literatură, 1969
Femeia venită de sus (proză simbolică), Editura Albatros, 1971
Crâncena luptă dintre “ate” și “abile” (povestiri s.f.), Editura Albatros, 1976
Meduza (roman), col. Scorpionul, Editura Dacia, 1976
Povești din curtea mea (povestiri pentru copii), Editura Facla, 1980;
Trofeul (povestiri s.f.), Editura Dacia, 1980;
Sus în satul de argint (poezii pentru copii), Editura Ion Creangă, 1981;
Cu microfonul dincoace și dincolo de Styx (interviuri și evocări, în colaborare cu Vasile Rebreanu), Editura Dacia, 2 volume, 1979,1981;
Marile vacanțe (roman de aventuri), Editura Dacia, 1984;
Imperiul unei singurătăți (poezii), Editura Cartea Românească, 1985;
Scrisori din Isihia (poezii), Editura Dacia, 1987;
Die grossen Ferien (Kurzroman), Dacia Verlag, 1989;
Valahia în Cartea Genezei (sub pseudonimul S. Coryll), Editura Promedia Plus, 1996;
Norul de martori (studiu religios), Editura Sedan, 2003;
Dacia edenică (studiu interdisciplinar), 2006.

## Sub tipar
Libelula albastră. 
Poveștile Dianei și ale Marei
Codul lui Buonarroti - roman ezoterico-digital
Pe culmea cea mai înaltă a Munților Carpați - teatru radiofonic difuzat la Postul de Radio-Televiziune Cluj
Străinul fioros.
În țara zmeilor cu creasta verde - teatru pentru copii reprezentat la Teatrul „Puck” din Cluj-Napoca